# 新内町
新内町（しんうちまち）は、徳島県徳島市の町名。現行行政地名は新内町一丁目及び新内町二丁目。2025年1月現在の徳島市の調査による人口は231人、世帯数は127世帯。郵便番号は〒770-0845。

## 地理
徳島市の中心駅徳島駅の南方に位置し、内町地区に属しその南部にあたる。
東西に伸びる通りの両側に細長く延び、東が1丁目・西が2丁目と並ぶが、1丁目と2丁目の間は南北に伸びる両国本町で分断されている。
同じく東西に伸びる、北の中通町と南の南内町に挟まれている。さらに北の町も含め、この一帯の町はいずれも1～3丁目からなるが、南内町の南の新町川が上流（西）で北へ曲がり陸地を狭くしており、そのため西端の3丁目は新内町にはない。通りの西端は丁字路で終わっている。
東は富田橋通り沿いに南北に伸びる幸町である。通り自体はさらに続き、幸町2丁目と3丁目を分け、牟岐線をアンダーパスする歩行者・自転車用道路に繋がる。

## 歴史
江戸時代は、新内町・南内町・幸町3丁目（のちには加えて中洲町）一帯は、塀の高い武家屋敷の裏だったため、塀裏（へうら）と呼ばれた。
寛文年間（1661年～1672年）、現在の新内町2丁目～南内町2丁目に徳島藩の牢屋敷が置かれた。
明治以降は大半は塀裏町となり、一部は裏ノ町・中通町・中魚町（現在の幸町公園付近の富田橋通り沿いにあった魚商人町）だった。1941年、新内町となった。1975年、両国橋通り沿いが両国本町となった。

## 施設
- ダイアパレス新内町 - 1丁目